# Suzuki GSX 1400
Die Suzuki GSX 1400 ist ein Motorrad des japanischen Herstellers Suzuki aus der Klasse der Naked Bikes. Der Werkscode lautet WVBN. Das Modell wurde von 2001 bis 2008 produziert.

## Modellgeschichte

### K1 und K2
Im März 2001 wurde die GSX 1400 mit der Modellbezeichnung K1 für den japanischen Markt vorgestellt. Die Motorleistung war auf 100 PS reduziert und der Tacho reichte bis maximal 180 km/h.
Die für den europäischen Markt bestimmten Modelle erhielten die Modellbezeichnung K2 und die volle Motorleistung von 106 PS.

### K3
Für das Modelljahr 2003 erhielt die GSX eine Warnblinkanlage sowie neue Farben und Dekor wurden vorgestellt. Gleichzeitig wurde der Lichtschalter entfernt.

### K4
2004 erhielt die GSX 1400 einen ungeregelten Katalysator und neue Farben und Dekor auf Tank und Heck. Zusätzlich war das Sondermodell „GSX 1400 Data“ erhältlich.

### K5
Die wohl auffälligste Änderung im Modelljahr 2005 war der Wechsel der Auspuffanlage von einer 4-2-2- zu einer 4-2-1-Version mit ungeregeltem Abgaskatalysator. Letztere war erheblich länger, reduzierte jedoch das Gesamtgewicht um 3 kg sowie das Drehmoment um 2 Nm. Zudem wurde durch Anpassungen der Motorsteuerung die Gemischbildung im unteren Drehzahlbereich verbessert. Neu war eine elektronische Wegfahrsperre, die Tachonadeln wurden beleuchtet, die Einstellmöglichkeit des Bremshebels der Vorderradbremse wurde auf fünf Positionen reduziert und die Zylinderlaufbahnen erhielten eine SMEC-Beschichtung (Suzuki Composite Elektrochemical Material). Weiterhin wurden die hinteren Stoßdämpfer mit roten Federn auch im europäischen Markt erhältlich, die bis dahin ausschließlich japanischen Modellen vorbehalten waren. Zusätzlich war das Sondermodell „GSX 1400 Z“ erhältlich.

### K6
Die Farben und Dekor wurden für das Modelljahr 2006 erneut angepasst. Zudem war die K6 das letzte in Großbritannien erhältliche Modelljahr. Die Vorschriften der Abgasnorm Euro 3 zwangen Suzuki, die GSX 1400 hier nicht weiter anzubieten. Suzuki bot in Großbritannien eine „Final Edition“ mit Yoshimura-Auspuffanlage und „Limited Edition“-Dekor ohne Aufpreis zum normalen Modell zum Verkauf an.

### K7
2007 erhielt die GSX 1400 lediglich neues Dekor an Tank und Heck.

### K8 Special Edition
Im letzten Modelljahr bot Suzuki eine GSX 1400 „Special Edition“ in besonderer Lackierung an.

### Sondermodelle

#### Sondermodell Data (K4)
Das Sondermodell GSX 1400 Data wurde im Oktober 2003 auf der Tokyo Motor Show vorgestellt. Es war mit einem computergesteuerten Fahrwerk ausgestattet. Es sammelte Fahrwerksbewegungen und Beschleunigungsdaten anhand verschiedener Sensoren und speicherte sie auf dem Zündschlüssel. Diese Daten konnten mithilfe eines PCs ausgelesen und für Fahrwerkseinstellungen genutzt werden. Suzuki stellte ebenfalls die Möglichkeit vor, Fahrer über das Internet zu ihrer individuellen Fahrwerkseinstellung zu beraten. Weitere Änderungen gegenüber den normalen Modellen waren: eine Windschutzscheibe, polierte Felgenränder, kleinere Seitendeckel und goldfarben beschichtete Gabelholme.

#### Sondermodell Z (K5)
Die GSX 1400 Z unterschied sich zum normalen schwarzen Modell durch eine durchgehend schwarze Auspuffanlage, goldfarbene Felgen, einen durchgehend schwarzen Motor, ein schwarzes Rücklicht und schwarze Federn an den hinteren Stoßdämpfern.

### Farben
| Farben/Farbschema                       | Farbcode                | K2 | K3 | K4 | K4 "Data" | K5 | K5 "Z" | K6 | K7 | K8 "Special Edition" |
| Pearl Deep Blue / Pearl Still White     | L99 (0JW + 1LF)         | x  | x  |    |           |    |        |    |    |                      |
| Galaxy Silver Metallic                  | YM6                     | x  |    |    |           |    |        |    |    |                      |
| Candy Grand Blue                        | YC2                     | x  |    |    |           |    |        |    |    |                      |
| Sonic Silver Metallic                   | YD8                     |    | x  |    |           |    |        |    |    |                      |
| Pearl Deep Blue                         | 1LF                     |    | x  |    |           |    |        |    |    |                      |
| Pearl Deep Blue / Pearl White           | LR5 (YBA + (YBB) + YBD) |    |    | x  |           | x  |        | x  | x  | x                    |
| Pearl Red / Solid Black                 | CG9 (Y7M + 1TX)         |    |    | x  |           | x  |        |    |    |                      |
| Pearl Nebular Black                     | YAY                     |    |    | x  |           | x  |        | x  |    |                      |
| Barrel Grey Metallic                    | YAU                     |    |    | x  |           |    |        |    |    |                      |
| Pearl Crystal Red / Pearl Nebular Black | YJB (YU7 + YAY)         |    |    |    |           | x  |        |    |    |                      |
| Solid Black                             | 019                     |    |    |    | x         |    | x      | x  | x  |                      |

## Technische Daten

### Motor
(Quelle: Motorradonline.de)
| Baujahre         | 2001–2003 | 2004 | 2005–2008 |
| Typ              | 4-Takt-Reihenmotor, quer zur Fahrrichtung                                                                            | 4-Takt-Reihenmotor, quer zur Fahrrichtung                                                                            | 4-Takt-Reihenmotor, quer zur Fahrrichtung                                                                            |
| Steuerung        | DOHC | DOHC | DOHC |
| Zylinder         | 4 | 4 | 4 |
| Bohrung          | 81 mm | 81 mm | 81 mm |
| Hub              | 68 mm | 68 mm | 68 mm |
| Hubraum          | 1402 cm³ | 1402 cm³ | 1402 cm³ |
| Verdichtung      | 9,5 : 1 | 9,5 : 1 | 9,5 : 1 |
| Leistung         | 106 PS (78 kW) bei 6800 min−1                                                                                        | 106 PS (78 kW) bei 6800 min−1                                                                                        | 106 PS (78 kW) bei 6800 min−1                                                                                        |
| Drehmoment       | 126 Nm bei 5000 min−1                                                                                                | 126 Nm bei 5000 min−1                                                                                                | 124 Nm bei 5000 min−1                                                                                                |
| Verbrauch        | 5,1 L/100 km | 5,1 L/100 km | 5,1 L/100 km |
| Kraftstoffsystem | Mehrpunkt-Saugrohreinspritzung; Einzeldrosselklappen mit 34 mm Durchmesser, System SDTV (Suzuki Dual Throttle Valve) | Mehrpunkt-Saugrohreinspritzung; Einzeldrosselklappen mit 34 mm Durchmesser, System SDTV (Suzuki Dual Throttle Valve) | Mehrpunkt-Saugrohreinspritzung; Einzeldrosselklappen mit 34 mm Durchmesser, System SDTV (Suzuki Dual Throttle Valve) |
| Kühlsystem       | Luft- und Ölkühlung, (Suzuki Advanced Cooling System, mit Ölspritzdüsen und zwei-kammer Ölpumpe)                     | Luft- und Ölkühlung, (Suzuki Advanced Cooling System, mit Ölspritzdüsen und zwei-kammer Ölpumpe)                     | Luft- und Ölkühlung, (Suzuki Advanced Cooling System, mit Ölspritzdüsen und zwei-kammer Ölpumpe)                     |
| Systemschmierung | Nasssumpfschmierung                                                                                                  | Nasssumpfschmierung                                                                                                  | Nasssumpfschmierung                                                                                                  |
| Kupplung         | Mehrscheibenkupplung im Ölbad                                                                                        | Mehrscheibenkupplung im Ölbad                                                                                        | Mehrscheibenkupplung im Ölbad                                                                                        |
| Getriebe         | Sechsgang-Schaltgetriebe                                                                                             | Sechsgang-Schaltgetriebe                                                                                             | Sechsgang-Schaltgetriebe                                                                                             |
| Abgasreinigung   | Sekundärluftsystem ohne Katalysator                                                                                  | Sekundärluftsystem; 2× ungeregelter Zweiwegekatalysator                                                              | Sekundärluftsystem; ungeregelter Zweiwegekatalysator                                                                 |
| Abgasanlage      | 4-2-2 mit Mehrkammerschalldämpfern                                                                                   | 4-2-2 mit Mehrkammerschalldämpfern                                                                                   | 4-2-1 mit Mehrkammerschalldämpfern                                                                                   |

### Abmessungen und Fahrwerk
| Maße (L × B × H)       | 2160 mm × 810 mm × 1140 mm                                              |
| Radstand               | 1520 mm                                                                 |
| Bodenfreiheit          | 130 mm                                                                  |
| Sitzhöhe               | 790 mm                                                                  |
| Leergewicht            | 228 kg                                                                  |
| Gewicht vollgetankt    | 260 kg                                                                  |
| Rahmen                 | Doppelschleifenrahmen aus Stahlrohr                                     |
| Radaufhängung vorn     | 46-mm-Teleskopgabel, Schraubenfeder, Ölgedämpfung                       |
| Federweg vorn          | 130 mm                                                                  |
| Nachlaufwinkel         | 26°                                                                     |
| Nachlaufstrecke        | 105 mm                                                                  |
| Lenkungswinkel         | 37° je Seite                                                            |
| Wenderadius            | 2,8 m                                                                   |
| Vorderradbremse        | 320 mm schwimmend gelagerte Doppelscheibenbremse mit Sechskolbensätteln |
| Felge vorn             | 3,50″ × 17″                                                             |
| Serienbereifung vorn   | 120/70 ZR17 (58W), schlauchlos                                          |
| Radaufhängung hinten   | Schwinge, Schraubenfeder, Öldämpfung                                    |
| Federweg hinten        | 123 mm                                                                  |
| Hinterradbremse        | 220-mm-Einscheibenbremse mit Zweikolbensattel                           |
| Felge hinten           | 6″ × 17″                                                                |
| Serienbereifung hinten | 190/50 ZR17 (73W), schlauchlos                                          |
| Sekundärantrieb        | Kette, 116 Glieder                                                      |
| Tankinhalt             | 22 L                                                                    |

## Zulassungszahlen
Zulassungszahlen der GSX 1400 in Deutschland
| Jahr | Neuzulassungen |
| ---- | -------------- |
| 2001 | 1050           |
| 2002 | 1590           |
| 2003 | 1133           |
| 2004 | 975            |
| 2005 | 462            |
| 2006 | 435            |
| 2007 | 279            |
| 2008 | 32             |
| 2009 | 4              |